# Portland State University
Portland State University este o universitate de stat din Portland, Oregon, Statele Unite. Este singura universitate din stat localizată într-o mare metropolă. Portland State face parte din Oregon University System. Președintele actual este Wim Wiewel, care și-a început mandatul în august 2008. 

## Studenți celebri
- Carolyn Davidson - creatoarea virgulei (Swoosh) de la Nike
- Terence Knox - actor
- Courtney Love - actriță și muziciană
- Holly Madison - playmate și actriță reality TV (The Girls Next Door)
- Steve Olin - jucător de baseball
- Esperanza Spalding - muzician de jazz